# Kosovorotka

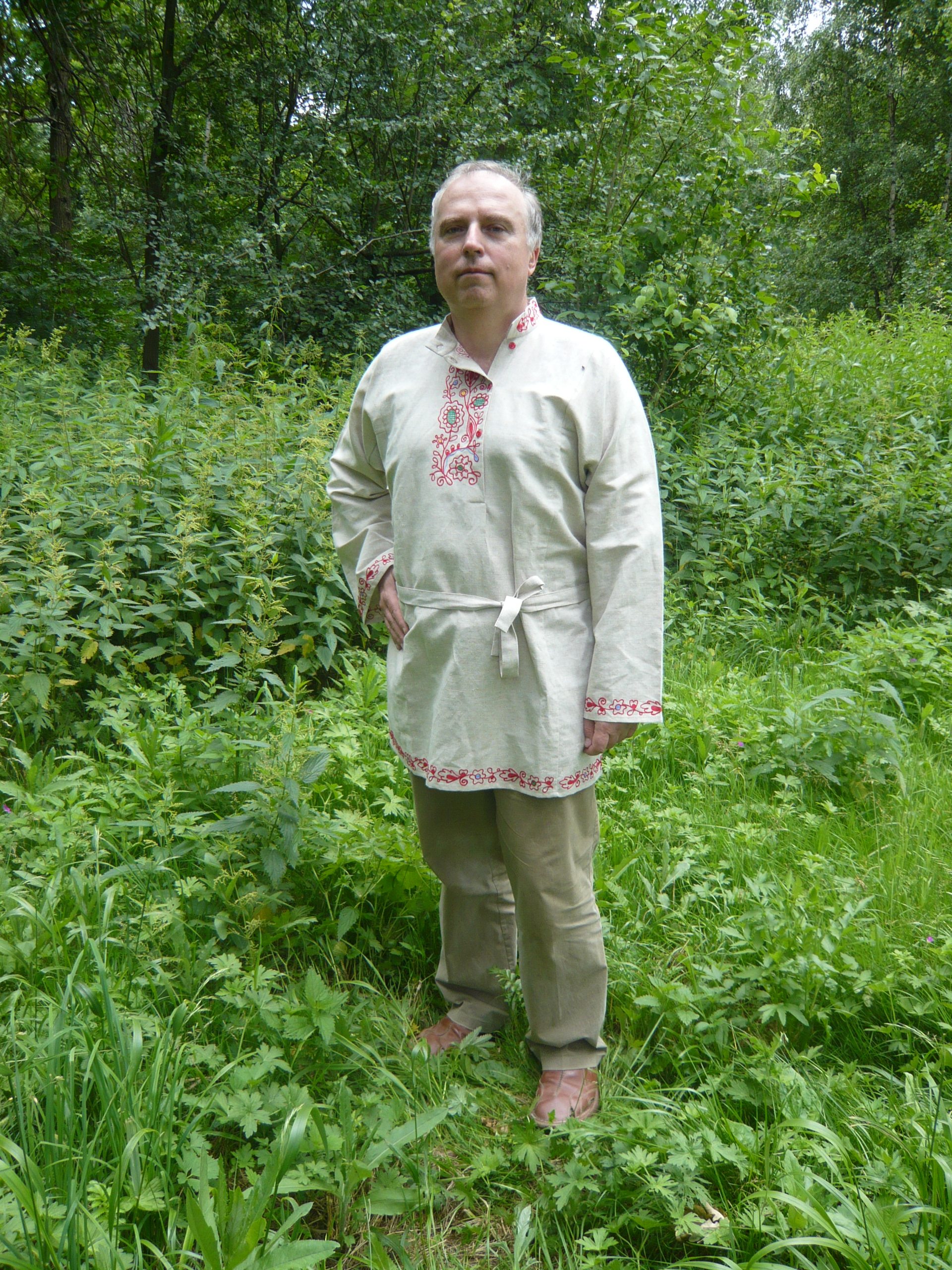
Muž v kosovorotce

Kosovorotka (косоворо́тка) je tradiční ruský oděv — košile z lněného plátna, která nemá zapínání umístěné pod krkem, ale na levém rameni (odtud název: с косым воротом znamená „s asymetrickým límcem“). Toto uspořádání vysvětlil Dmitrij Lichačov tím, že za starých časů nosili všichni okolo krku křížek a límec uzavřený vepředu ho měl za úkol přidržovat, aby nepřekážel. Průkrčník se zapíná na knoflíky a nesahá ani do poloviny délky košile, kosovorotka se proto obléká přes hlavu. Nezastrkuje se do kalhot a volně splývá do poloviny stehen, bývá přepásána šňůrou. Má dlouhé rukávy bez manžet a bývá zdobena vyšívanými ornamenty.
Kosovorotka byla součástí letního kroje venkovských mužů, nosila se například při senoseči. Během 19. století, kdy se ruská inteligence začala zajímat o lidové tradice, přišla do módy i ve městech, kde se často nosila v kombinaci s vestou. Postupně se z ní vyvinula také tolstovka (pohodlná volná halena, kterou s oblibou nosil Lev Nikolajevič Tolstoj) nebo gymnasťorka, lehká vojenská blůza, která patřila k uniformě carské i rudé armády.